# Shigeo Nakata
Shigeo Nakata (16 octobre 1945) est un lutteur japonais spécialiste de la lutte libre. Il participe aux Jeux olympiques d'été de 1968 en combattant dans la catégorie des poids mouche (-52 kg) et remporte le titre olympique.

## Palmarès

### Jeux olympiques
- Jeux olympiques de 1968 à Mexico,  Mexique
  -  Médaille d'or.